# Крылов (Зимовниковский район)
Крылов — хутор в Зимовниковском районе Ростовской области.
Входит в состав Камышевского сельского поселения.

## География
На хуторе имеется одна улица: Крылова.

## Население
| 2010 |
| ---- |
| 222  |